# Купрейченко, Алла Борисовна
Алла Борисовна Купрейченко (1962—2014) — российский психолог, доктор психологических наук. Профессор кафедры организационной психологии НИУ Высшей школы экономики, ведущий научный сотрудник Института психологии Российской академии наук.

## Биография
Купрейченко Алла Борисовна (Головня), (англ. Kupreychenko Alla; 5 ноября 1962, Запорожье — 8 мая 2014, Москва, Россия), родилась в городе Запорожье, Украина, в семье химиков. Отец — Головня Борис Андреевич (24 марта 1929 года — 1 декабря 2000 года), организатор химической промышленности СССР, изобретатель, награждён Орденом «Знак Почёта». Мать — Головня (Квитчатая) Рита Федеровна (21 мая 1930 года — 3 мая 2008 года).

### Детство, отрочество. Учёба
Алла Купрейченко была младшим ребёнком в семье (старший брат — Головня Анатолий Борисович) и росла окруженная вниманием и заботой. Её отец, Головня Борис Андреевич, продвигаясь по службе, неоднократно менял место работы, семья была вынуждена часто переезжать. Частая смена окружения научила Аллу Купрейченко изучать и принимать новое, постепенно расширяя её кругозор. Жизнь в семье главного инженера ряда крупных коксохимических производств Советского Союза способствовала выработке у Аллы Купрейченко целеустремленности и хороших организаторских способностей.
В 1969 году семья переезжает в Москву. В школе Алла Купрейченко была отличницей и неоднократно получала почетные грамоты за успехи в учёбе при примерном поведении. Аттестат о среднем образовании выдан в 1979 году средней общеобразовательной школой № 183 Тимирязевского района г. Москвы. В марте 1979 года она с отличием окончила Учебно-производственный комбинат Тимирязевского района по профессии «Основы вычислительной техники и программирования», получив квалификацию «Оператор ЭВМ типа „Наири“».

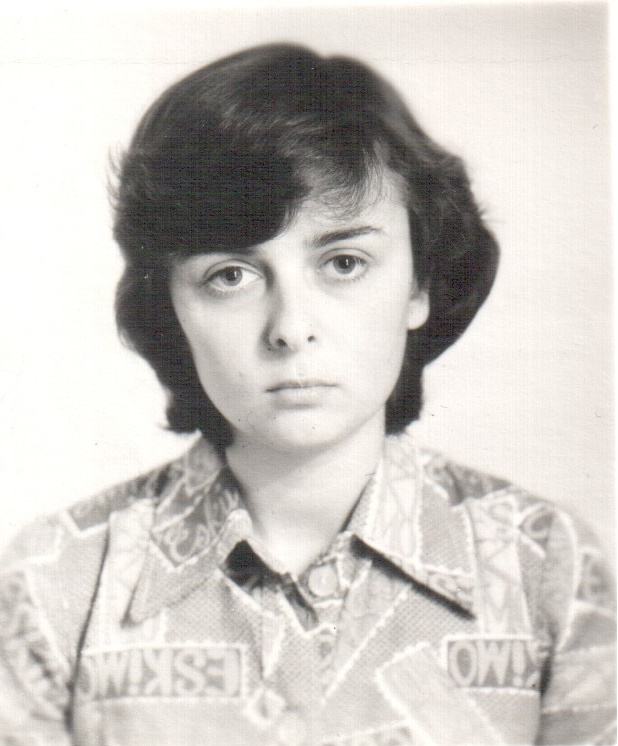
Алла Купрейченко в ранние годы

 В этом же году Алла Купрейченко поступает в Московский государственный технический университет имени Н. Э. Баумана.
В период обучения Алла Купрейченко выходит замуж за Владимира Сергеевича Купрейченко (впоследствии кандидата технических наук, автора ряда изобретений) принимает его фамилию. В 1983 году в семье рождается сын — Сергей.
В 1986 году Алла Купрейченко с отличием заканчивает Московский государственный технический университет имени Н. Э. Баумана. Ей присвоена квалификация инженера-конструктора-технолога электронно-вычислительной аппаратуры.
С момента окончания обучения и вплоть до 1991 года Алла Купрейченко работает в должности инженера-конструктора 3 категории НИИ Приборостроения.
Трудные годы перестройки, последовавший за ними период становления рыночной экономики и необходимость заботы о семье вынудили Аллу Купрейченко сменить область деятельности.
Пройдя переподготовку на курсах бухгалтерского учета, организованных малым предприятием «ИСТИНА» с участием профессоров и преподавателей Государственной финансовой академии Алла Купрейченко работает сначала бухгалтером, а затем и главным бухгалтером ряда коммерческих структур в Москве.

### Профессиональное становление
Освоение сразу нескольких профессий значительно углубило знания Аллы Купрейченко и способствовало накоплению богатого и разнопланового жизненного опыта, однако её тянуло к фундаментальным исследованиям, а работа в коммерческих структурах и с людьми пробудила в ней интерес к основам устройства человеческого общества.
После рождения в 1994 году второго сына Алексея, Алла Купрейченко в 1996 году поступает в Высший психологический колледж при Институте психологии РАН. В 1998 году она заканчивает обучение, получив специальность «психолог-консультант».
В том же году поступила в аспирантуру Института психологии РАН, приступив к подготовке кандидатской диссертации и работе над своими первыми научными статьями.

## Научная деятельность
В 2001 году под научным руководством доктора психологических наук, профессора, впоследствии члена-корреспондента РАН Анатолия Лактионовича Журавлева она защищает кандидатскую диссертацию «Отношение личности к соблюдению нравственных норм в зависимости от психологической дистанции (у предпринимателей и менеджеров)».
Решением диссертационного совета Института психологии РАН от 24 декабря 2001 года № 3 Купрейченко А. Б. присуждена ученая степень кандидата психологических наук.

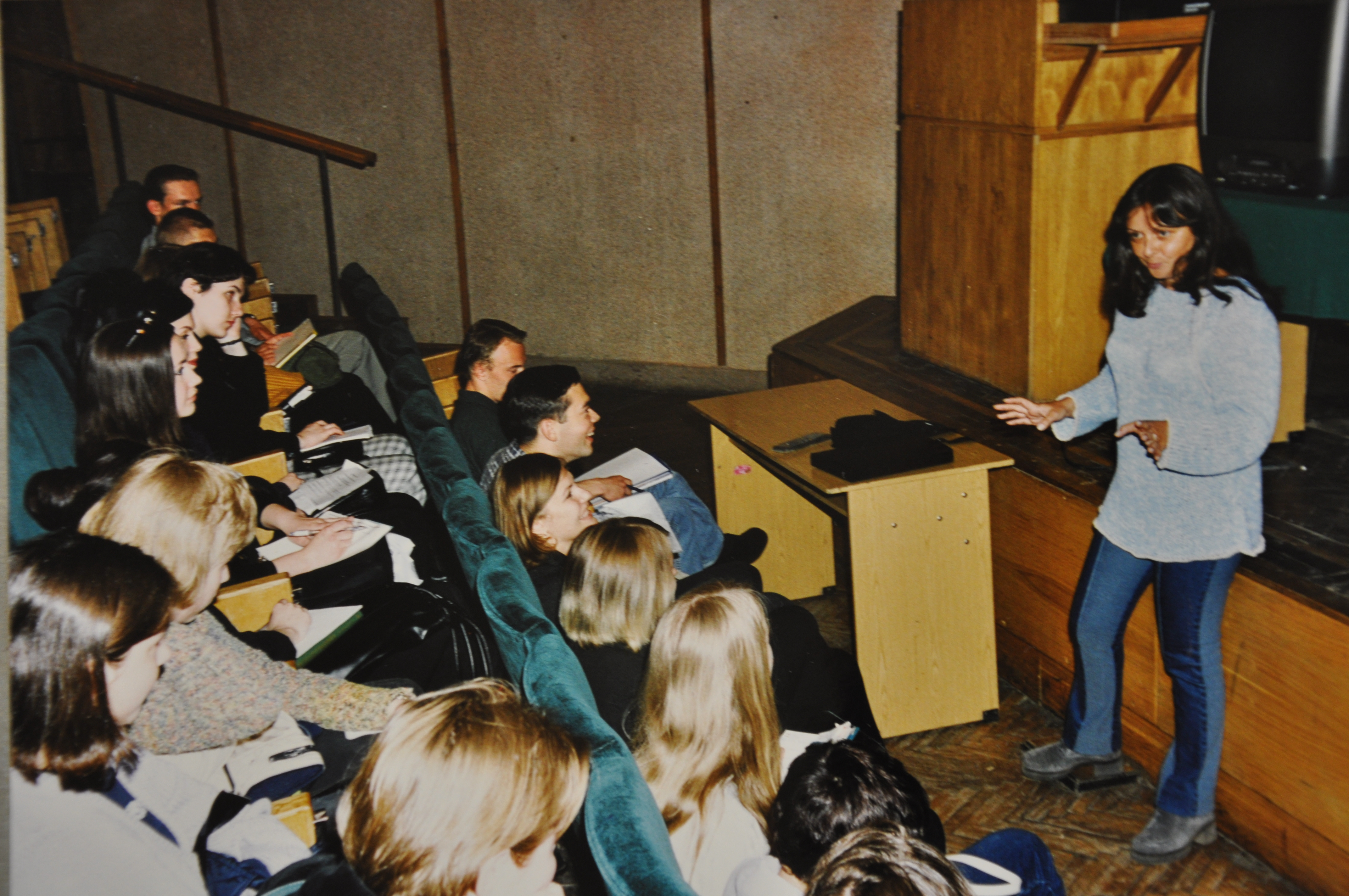
Купрейченко А. Б. и студенты в ранний период научной карьеры

После защиты кандидатской диссертации Купрейченко А. Б. работает в должности научного сотрудника ИП РАН, сотрудничает с кафедрой социальной и этнической психологии Московского государственного университета имени М. В. Ломоносова, проводит ряд важных исследований совместно с Журавлевым А. Л.. Помимо этой работы она активно и успешно преподает в Институте психологии, МосГУ, Академии народного хозяйства при Правительстве РФ, Московском независимом эколого-политологическом университете, Высшей коммерческой школе. 

Также она участвует в ряде российских и международных конференций, в том числе в 30-м ежегодном конгрессе Международной ассоциации исследований в экономической психологии, прошедшим с 21 по 24 сентября 2005 года в Праге, где она впервые в карьере представила свою англоязычную статью.
В 2003 году в Москве издана первая монография А. Б. Купрейченко «Нравственно-психологическая регуляция экономической активности» (в соавторстве с Журавлевым А. Л.), после чего она занимает должность старшего научного сотрудника ИП РАН.
С 2004 по 2005 годы Купрейченко А. Б. выполняла функции руководителя и ответственного редактора очень крупного научно издательского проекта ИП РАН «Проблемы экономической психологии», результатом которой стал двухтомник «Проблемы экономической психологии». Тогда же Купрейченко А. Б. выступает с инициативой организации и проведения молодёжного семинара в области социальной психологии, организационной психологии и психологии труда на базе ИП РАН, который впоследствии вела на протяжении 6 лет. Кроме того она посещает Вьетнам, где совместно с Журавлевым А. Л. выступает с серией научных докладов по экономико-психологической тематике, подготовленных в рамках договора о сотрудничестве между ИП РАН и Академией общественных наук Вьетнама.
После получения в 2005 году ученого звания доцента по кафедре социальной и этнической психологии, она наряду написанием научных статей и преподавательской деятельностью готовит ещё две важные работы.
В 2007 году завершена работа над монографией «Экономическое самоопределение: Теория и эмпирические исследования» (в соавторстве с Журавлевым А. Л.), а годом позже в свет выходит фундаментальный труд «Психология доверия и недоверия» М., 2008, в котором феномен недоверия попал в фокус исследований впервые в мировой психологии. 

Квинтэссенцией научной разработки этих и ряда других тем стала докторская диссертация Купрейченко А. Б. на тему «Нравственно-психологическая детерминация экономического самоопределения личности и группы», защищенная в 2010 году. Решением ВАК от 26 ноября 2010 года Купрейченко А. Б. присуждена ученая степень доктора психологических наук.
В этот же период она начинает работать и преподавать в НИУ Высшей школе экономики. По её инициативе и при её активном участии в Вышке были проведены несколько крупных междисциплинарных конференций и научно-практических семинаров, под её руководством успешно защищались магистерские и кандидатские диссертации.
Также она продолжает активную научную работу в сфере фундаментальных теоретических исследований и готовит ещё четыре монографии (в хронологическом порядке):
- «Социально-психологическое пространство личности». М., 2012. (в соавторстве с Журавлевым А. Л.);
- «Нравственное самоопределение молодёжи». М., 2013. (в соавторстве с А. Е. Воробьевой);
- «Доверие и недоверие в условиях развития гражданского общества». М., 2013. (коллективная монография, Купрейченко А. Б. — автор и ответственный редактор)[1];
- «Нравственная детерминация экономического самоопределения». М., 2014.

Результаты исследований Купрейченко С. В. отражены также более чем в 130 научных публикациях, многие из которых были посвящены совершенно новым, ранее не исследовавшимся проблемам, например:
- Журавлев А. Л., Купрейченко А. Б. Отечественная социальная психология труда: некоторые тенденции развития // Психологический журнал. 2010. Т.31. № 6. С. 18-29.
- Купрейченко А. Б. Отношение к труду и трудовые ценности молодёжи // Материалы Летней школы Центра исследований гражданского общества и некоммерческого сектора НИУ ВШЭ. 2012. «Исследования гражданского общества в междисциплинарной перспективе»[2];
- Купрейченко А. Б. Проблема изучения мотивов и психологических барьеров волонтерской активности молодёжи // Профессиональное и личностное самоопределение молодёжи в современной России. Материалы IV Всероссийской научно-практической конференции «Профессиональное и личностное самоопределение молодёжи в современной России»/ Под ред. А. В. Капцова. Самара: СамЛюксПринт, 2013.[3].

Кроме того, Купрейченко А. Б. выступила автором ряда публикаций по технологиям преподавания.
Купрейченко А. Б. неоднократно представляла свои труды на многих международных конференциях в том числе в Японии, Испании, Греции, Хорватии, Бельгии, Чехии. С 2011 года она была членом международной психологической ассоциации EAWOP (European Association of Work and Organizational Psychology). 

Купрейченко А. Б. также являлась незаурядным организатором. Эти способности нашли своё отражение в её деятельности по организации многих научных конференций национального и международного масштаба. В числе прочего Купрейченко А. Б. выступила председателем организационного комитета 4-й Всероссийской научной конференции с иностранным участием «Психология индивидуальности», прошедшей с 22 по 24 ноября 2012 года в Москве на базе НИУ Высшей школы экономики, выступала в роли организатора конференций: «Бизнес. Общество. Человек» в 2013 году в НИУ Высшей школе экономики, «Человек в экономических и социальных отношениях» в ИМЭИ в 2012 году. В течение 10 лет Купрейченко А. Б. вела секцию по проблеме самоопределения на регулярных конференциях Федерации психологов образования России. 

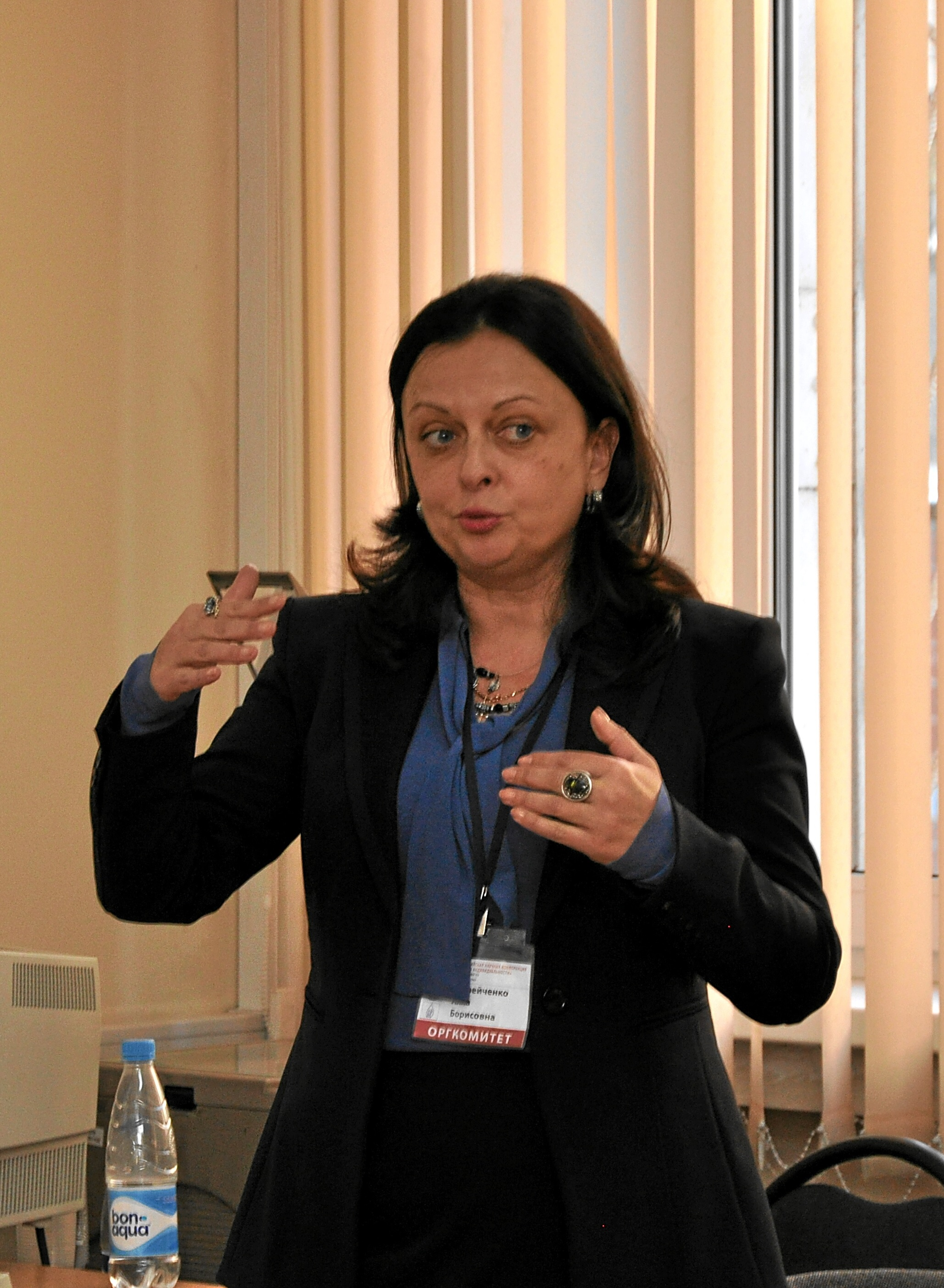
Купрейченко А. Б. в оргкомитете конференции «Психология индивидуальности» в Вышке в 2012 году

Была руководителем трехлетнего исследовательского гранта РГНФ «Нравственно-психологические и социально-экономические факторы самоопределения личности»(2012—2014 гг.).
Купрейченко А. Б. активно сотрудничала с прессой и телевидением (газета «Аргументы и факты», телеканалы «Россия 1», «Центр» и мн. др.).
Под руководством Купрейченко А. Б. защитились 6 кандидатов наук (в хронологическом порядке: С. П. Табхарова, Е. Н. Молодых, А. Е. Воробьева, А. С. Моисеев, Е. И. Горбачева, Е. В. Шляховая). В настоящее время все ученики продолжают научную работу в русле тематики своих диссертационных исследований.
Купрейченко Алла Борисовна скоропостижно скончалась в Москве 8 мая 2014 года от острой сердечной недостаточности. Смерть, которую ничто не предвещало, стала шоком для родственников и научного сообщества. Вплоть до момента своей кончины Алла Купрейченко вела активный здоровый образ жизни и находилась в высшей точке своей впечатляющей научной карьеры. Кандидатская и докторская диссертации, 7 монографий и множество научных статей были написаны всего за 15 лет научной работы (с конца 1998 года по начало 2014). Одна из её монографий, а также ряд англоязычных и русскоязычных статей были опубликованы уже после её смерти.

## Память
В июне 2014 года вышел в свет номер научно-образовательного журнала Ученые записки ИМЭИ «Интеграции в науке» (тематический выпуск памяти А. Б. Купрейченко).
Также во второй половине 2014 года Даугавпилсским университетом издан Журнал экономической социологии 2014 2 (1), в который вошла статья Купрейченко А. Б. «Диалектика социального доверия и недоверия», опубликованная на английском языке.

## Научный вклад
Купрейченко А. Б. занималась разработкой тем экономического самоопределения (его нравственная регуляция), социального самоопределения (исследования российского среднего класса), нравственного самоопределения (его структуры и специфики, также специальные работы были посвящены темам нравственной элиты и психологических оснований нравственности и способов её укрепления в обществе), психологии доверия и недоверия (в том числе доверие в интернет-коммуникациях, доверие в организации, доверие рекламе), отношения к нравственным нормам в деловом взаимодействии (у управленцев и рядовых сотрудников), социально-психологического пространства личности, ею была начата работа по социальной психологии труда (отношение к различным формам труда), психологии альтруизма и просоциальной активности личности (в рамках исследований гражданского общества). Все эти темы были взаимосвязаны: доверие как фактор дистанции в социально-психологическом пространстве личности, нравственное самоопределение как базовое по отношению к экономическому самоопределению и т. д.
Кроме множества прочих публикаций перу Купрейченко А. Б. принадлежат 7 монографий. Её работы процитированы около полутора тысяч раз учеными различных областей науки.
Наиболее значимым вкладом Купрейченко А. Б. в психологическую науку стало совместное рассмотрение феноменов доверия и недоверия и эмпирическое доказательство их автономности, а не полярности, а недоверие как самостоятельное явление было исследовано впервые в науке. Весомый вклад также был сделан в разработку проблемы самоопределения: впервые были предложены принципы построения эмпирических исследований данного феномена, разработана уровневая модель самоопределения личности и группы, отличающаяся системностью и носящая универсальный характер, проработано соотношение разных видов самоопределения, выстроена их иерархия, эмпирически изучены новые виды самоопределения (нравственное и экономическое). Это существенно продвинуло научное понимание данного феномена, а также положило начало большому числу исследовательских работ, опирающихся на данную концепцию.
Наибольшую перспективность для дальнейшего развития имеют концепции нравственного самоопределения (его реализация в конкретных сферах деятельности), доверия и недоверия (развиваемое в настоящий момент в русле медиадоверия), экономического самоопределения (именно в нравственном его аспекте).

## Награды
Купрейченко А. Б. награждена почетной грамотой Института психологии Российской академии наук за плодотворную многолетнюю научную деятельность и в связи с 35-летием ИП РАН; благодарностью НИУ Высшей школы экономики за вклад в развитие университета, инициативную и ответственную работу в 2012—2013 гг.; почетной грамотой МосГУ за многолетнюю плодотворную работу в Московском гуманитарном университете; почетной грамотой Общероссийской общественной организации «Федерация психологов образования России» за активное участие в конференциях, семинарах, круглых столах и в связи с 10-летним юбилеем ФПО России; почетной грамотой Московской гуманитарно-социальной академии за большой вклад в дело подготовки высококвалифицированных специалистов-психологов и в связи с 10-летием факультета психологии и пр.